# Dual Transfer Mode
Il Dual Transfer Mode o DTM è un protocollo basato sullo standard GSM che permette a un terminale mobile di effettuare contemporaneamente comunicazione voce e trasmissione di dati a pacchetto. 
Il terminale DTM è quindi molto simile a un modem ADSL che permette di navigare in Internet e di effettuare contemporaneamente telefonate. Questa nuova tecnologia rende tra l'altro possibile effettuare la videochiamata su rete GSM permettendo agli operatori telefonici di fornire servizi "di terza generazione" senza dover necessariamente migrare in toto sulla rete UMTS.